# Rameau (inslagkrater)

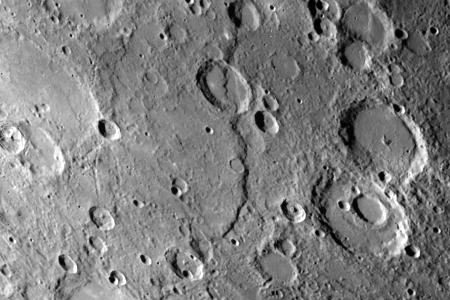
Discovery Rupes dwars door Rameau, foto genomen door de Mariner 10

Rameau is een inslagkrater op Mercurius op 54° Z en 38° W, met een diameter van 50 km. Dwars door de krater loopt de Discovery Rupes, een steile helling veroorzaakt door verschuiving.
De krater is genoemd naar de Franse componist Jean-Philippe Rameau.